# 奎樓書院
22°59′22″N 120°12′34″E / 22.989493°N 120.2094873°E

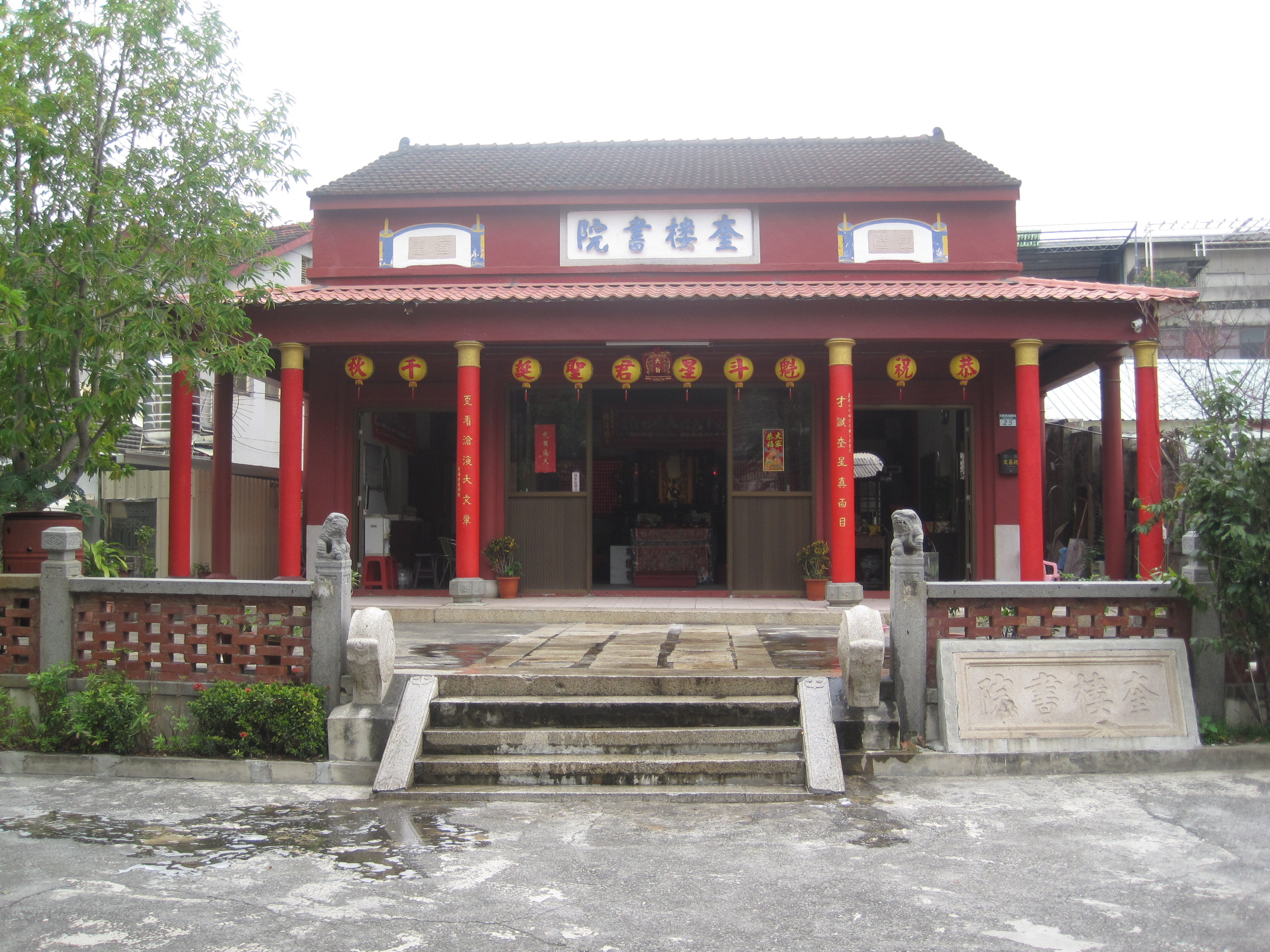
2016年的奎樓書院

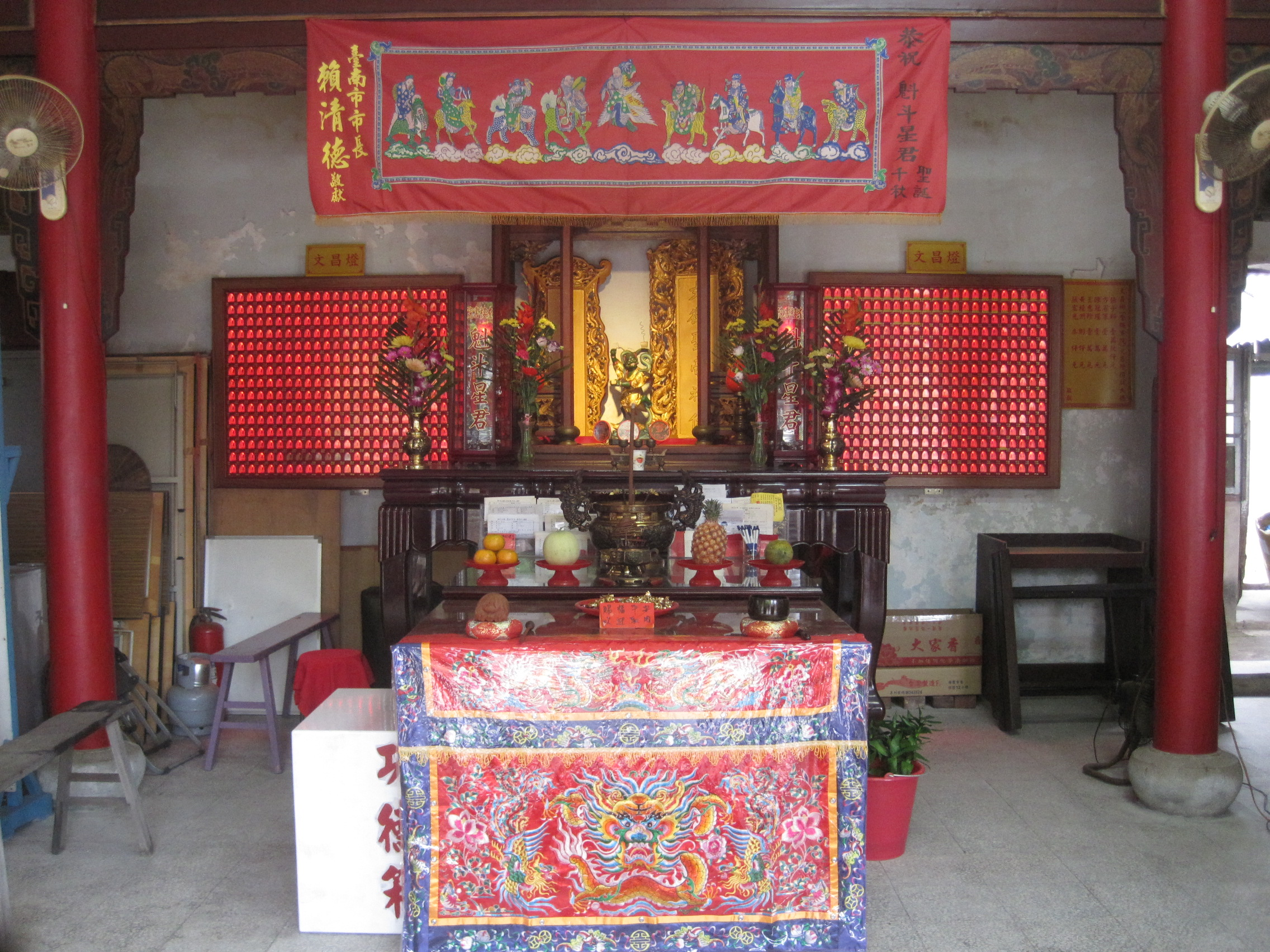
奎樓書院內部。

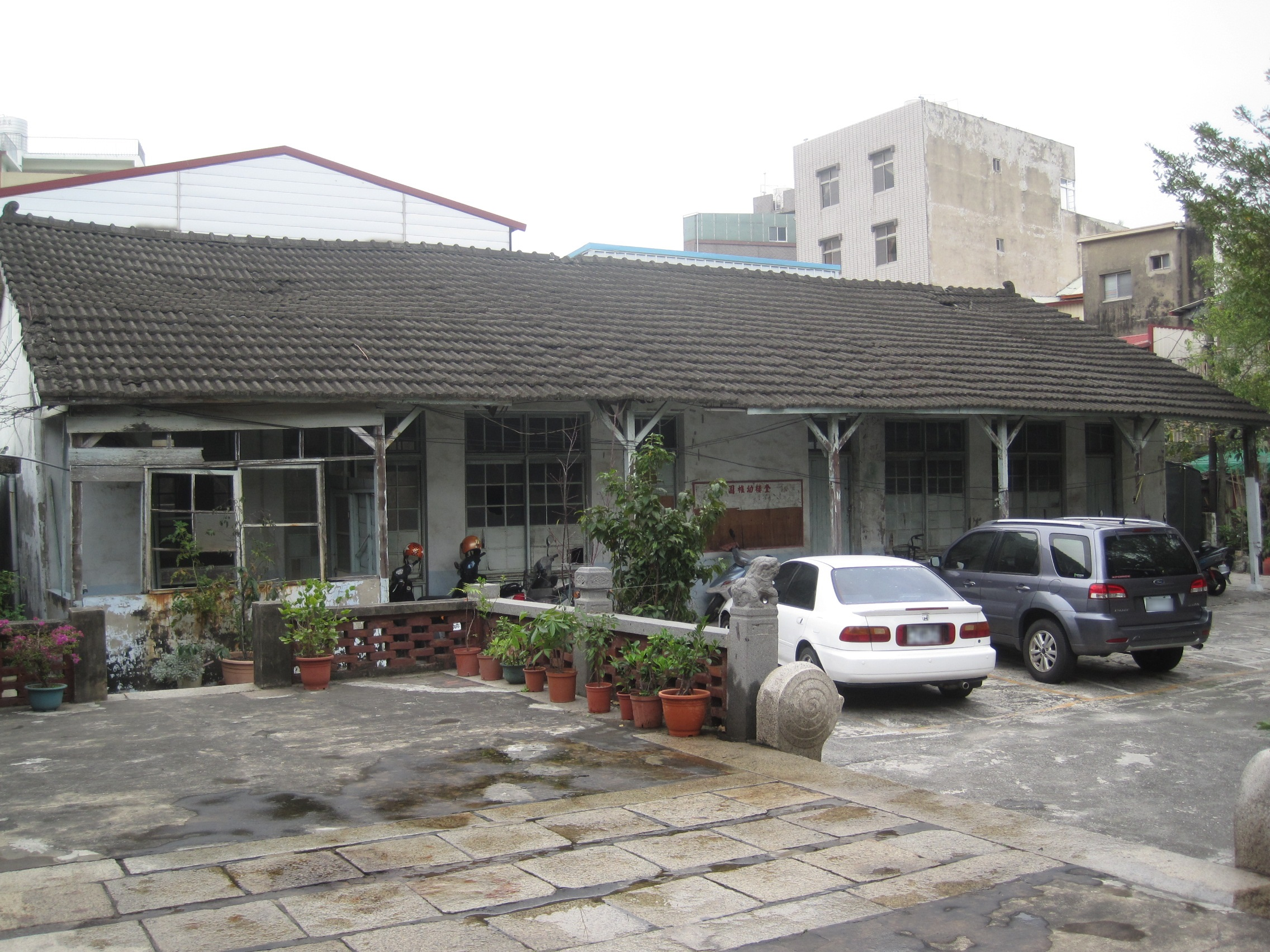
奎樓幼稚園校舍

奎樓書院（臺灣閩南語：Ke-lâu su-īnn）位於臺灣臺南市中西區，其前身是「魁星堂」及「中社書院」，與崇文、海東、蓬壺並列為府城四大書院。雖然名為書院，但是是定期讓士子聚會討論書史、考究詩文之處，與其他書院作為授課講經場所有所不同。此外亦有說法認為奎樓書院是舉辦院試時，讓應考者溫書的場所，而這些士人聚集除了溫書之外，也可能會討論試題甚至時事政局。
書院原本位於巡道署旁，日治時期因為道路開闢遷到今址，但主要建築毀於二次世界大戰大轟炸戰火中，重建後成為今貌，曾作為幼稚園教室之用。

## 沿革
奎樓書院前身「魁星堂」是由巡道吳昌祚倡建於清雍正四年（1726年），而後歷經多次修建擴增規模。據《續修臺灣縣志》的記載，乾隆二十年（1755年）巡道拕穆齊圖、乾隆卅八年（1773年）巡道奇寵格都曾整修，而後在乾隆五十八年（1793年）又有里人黃鍾岳等人集資整修。此外嘉慶四年（1799年）在堂後增建收儲字灰的敬字堂，嘉慶六年（1801年）魁星堂增祀倉頡並新建廂房。最後於嘉慶十一年（1806年）巡道慶保的捐資改建下形成了由魁星堂、倉聖堂等建築組成的「中社書院」
嘉慶十九年（1814年），按察使（分巡臺灣兵備道）糜奇瑜覺得魁星堂規模狹陋，遂集資改建，嘉慶廿一年（1816年）落成後改稱「奎光閣」。此時奎光閣樓高三層，一樓為文昌祠，二、三樓為奎樓，為文昌閣之形式。道光十三年（1833年）時中社書院改名為「奎樓書院」，並購置產業。此後在同治十三年（1874年）與光緒八年（1883年）又有進行小規模的整修。
到了日治時期的昭和元年（1926年），因為要開闢末廣町通（今中正路），奎樓書院從末廣町遷到高砂町現址，後來毀於二次大戰臺南大空襲中。
民國四十四年（1955年）重建，曾為一間幼稚園用作教室。在民國九十年（2001年）的「歷史建築十景徵選活動」中，被選為臺南市的歷史建築十景之一

## 建築

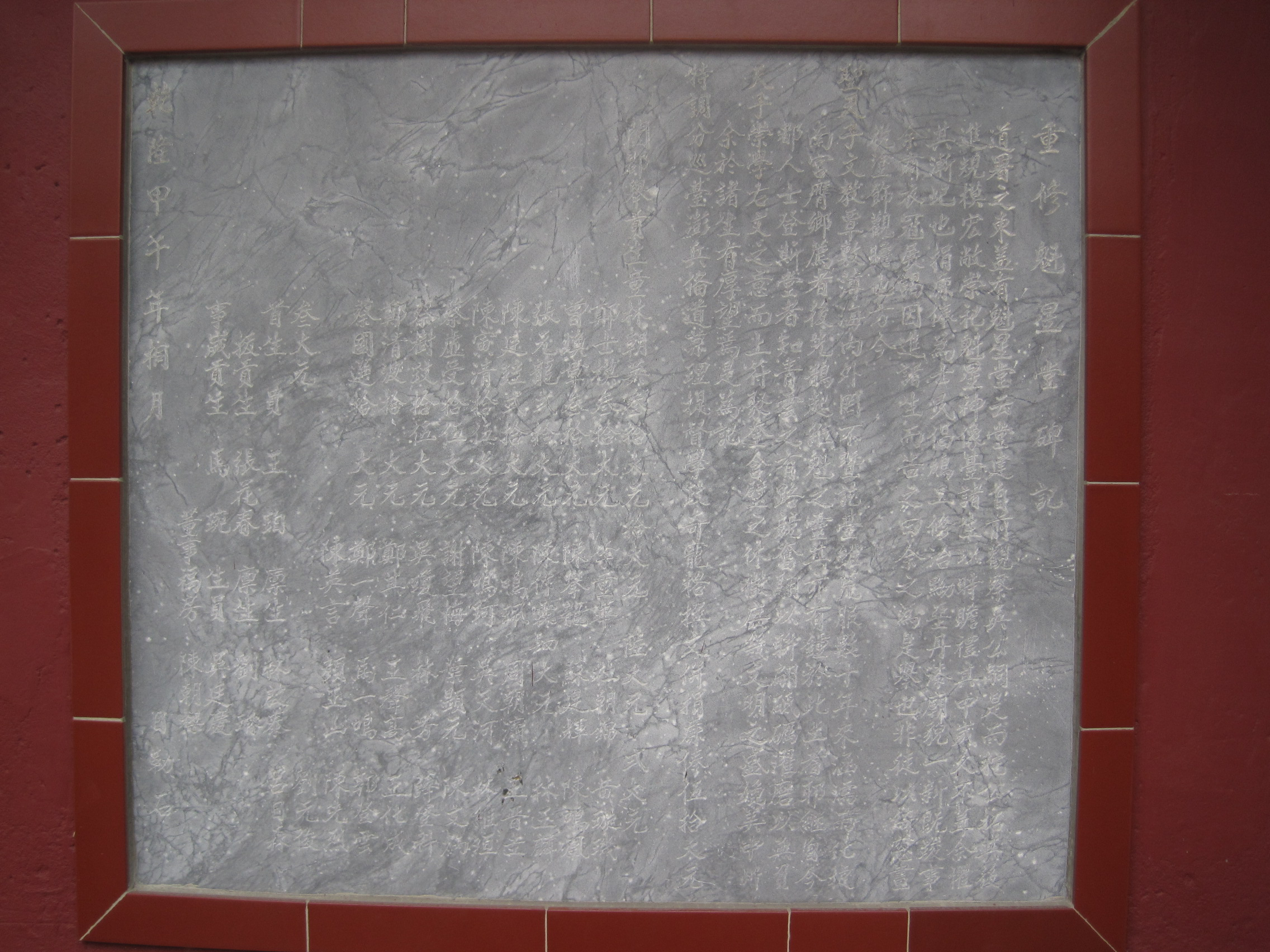
重修魁星堂碑記

奎樓書院目前為一層樓建築，連柱廊在內共面寬五間，前有庭院。其中前簷廊柱與圍牆大門門柱為舊物，而階梯旁的抱鼓石亦應為舊物。裡頭供奉梓潼星君、文衡帝君與魁斗星君，並有古物「魁星踢斗圖」、「重修魁星堂碑記」與「重修奎光閣碑記」。